# Хусник
Кусник
(пол. Chuśnik) — гірський потік в Україні, у Богородчанському районі Івано-Франківської області. Лівий доплив Саджавки (басейн Дністра).

## Опис
Довжина потоку 8,5 км, найкоротша відстань між витоком і гирлом — 8,15 км, коефіцієнт звивистості потоку — 1,04 . Потік тече у Східних Карпатах на Гуцульщині.

## Розташування
Бере початок на західних схилах плоскогір'я (516,8 м). Спочатку тече на південний схід через Хмелівку, далі тече на північний схід і в селі Глибівка впадає у річку Саджавку, ліву притоку Бистриці Солотвинської.